# Le Mesnil-Robert
Le Mesnil-Robert este o comună în departamentul Calvados, Franța. În 1 ianuarie 2022 avea o populație de 184 de locuitori.